# .sn
.sn은 세네갈의 인터넷 국가 코드 최상위 도메인이다.
3차 도메인 이름 등록에 사용할 수 있는 2차 도메인은 다음과 같다.
- art.sn
- com.sn
- edu.sn
- gouv.sn
- org.sn
- perso.sn
- univ.sn